# Kūh Pas
Kūh Pas (persiska: کوه پس) är en ort i Iran.   Den ligger i provinsen Gilan, i den nordvästra delen av landet, 190 km nordväst om huvudstaden Teheran. Kūh Pas ligger 1 503 meter över havet och antalet invånare är 553.
Terrängen runt Kūh Pas är kuperad åt sydväst, men åt nordost är den bergig.Runt Kūh Pas är det ganska glesbefolkat, med 45 invånare per kvadratkilometer. Närmaste större samhälle är Deylamān, 4,4 km väster om Kūh Pas. Trakten runt Kūh Pas består i huvudsak av gräsmarker.